# Артакама
Артакама или Апама — знатная персиянка, дочь влиятельного вельможи при дворе персидских царей Артабаза II. Предположительно, в 333 году до н. э. после поражения персов при Иссе Артакама вместе с родственниками попала в плен к македонянам. В 324 году до н. э. Александр Македонский организовал массовую свадьбу в Сузах между македонянами и знатными персидскими девушками. Артакаму выдали замуж за телохранителя македонского царя Птолемея. На момент бракосочетания брак с сестрой бывшей любовницы Александра и дочерью влиятельного персидского аристократа, который перешёл на сторону македонян, для Птолемея был выгодным. Ситуация изменилась после смерти Александра в 323 году до н. э. Птолемей получил в управление Египет и позиционировал себя правителем, который уважает местные традиции. Жена-персиянка могла для египтян ассоциироваться с бывшими поработителями. Возможно, Птолемей отрёкся от Артакамы. Не исключено, что он поместил нелюбимую жену в один из египетских дворцов, где она и провела остаток жизни.

## Биография

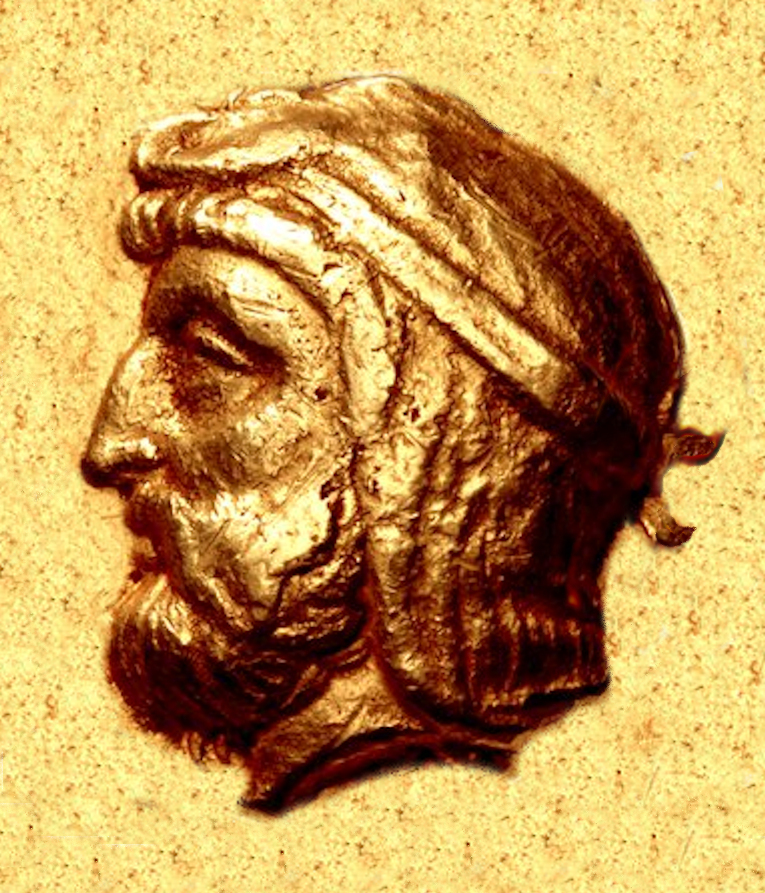
Портретное изображение на золотом статере отца Артакамы Артабаза, около 356 года до н. э.

Артакама была дочерью сатрапа Геллеспонтской Фригии Артабаза II из династии Фарнакидов. Женой Артабаза и возможной матерью Артакамы была гречанка с острова Родос, сестра знаменитых военачальников Ментора и Мемнона. У Артабаза, согласно Диодору Сицилийскому, было одиннадцать сыновей и десять дочерей. При этом нет никаких оснований считать, что все они родились от одной матери. Из всех детей Артабаза в источниках упомянуты братья Артакамы Фарнабаз, Ариобарзан, Аршама, Коф и Илионей, сёстры — Апама, Артонида и Барсина. В 358 году до н. э. фригийский и другие персидские сатрапы подняли восстание против царя Артаксеркса III. Однако, когда сатрапы проиграли, Артабаз с семьёй в конце 353 или начале 352 года до н. э. был вынужден бежать. Он нашёл убежище в Македонии при дворе Филиппа II. Македония враждовала с империей Ахеменидов, и Артабаз мог не опасаться выдачи персам. По мнению В. Хеккеля, Артакама родилась между 355 и 345 годами до н. э. Её имя дословно означало «желание арты».
Нахождение при македонском дворе даёт основания полагать, что дети Артабаза, в том числе и Артакама, знали греческий язык и получили соответствующее образование. Через некоторое время Ментор вновь поступил на службу к персам и участвовал в подавлении восстания в Египте. В 342 году до н. э. он был назначен главнокомандующим в приморских азиатских провинциях. Ему удалось добиться прощения для Артабаза, который смог вернуться в Азию.

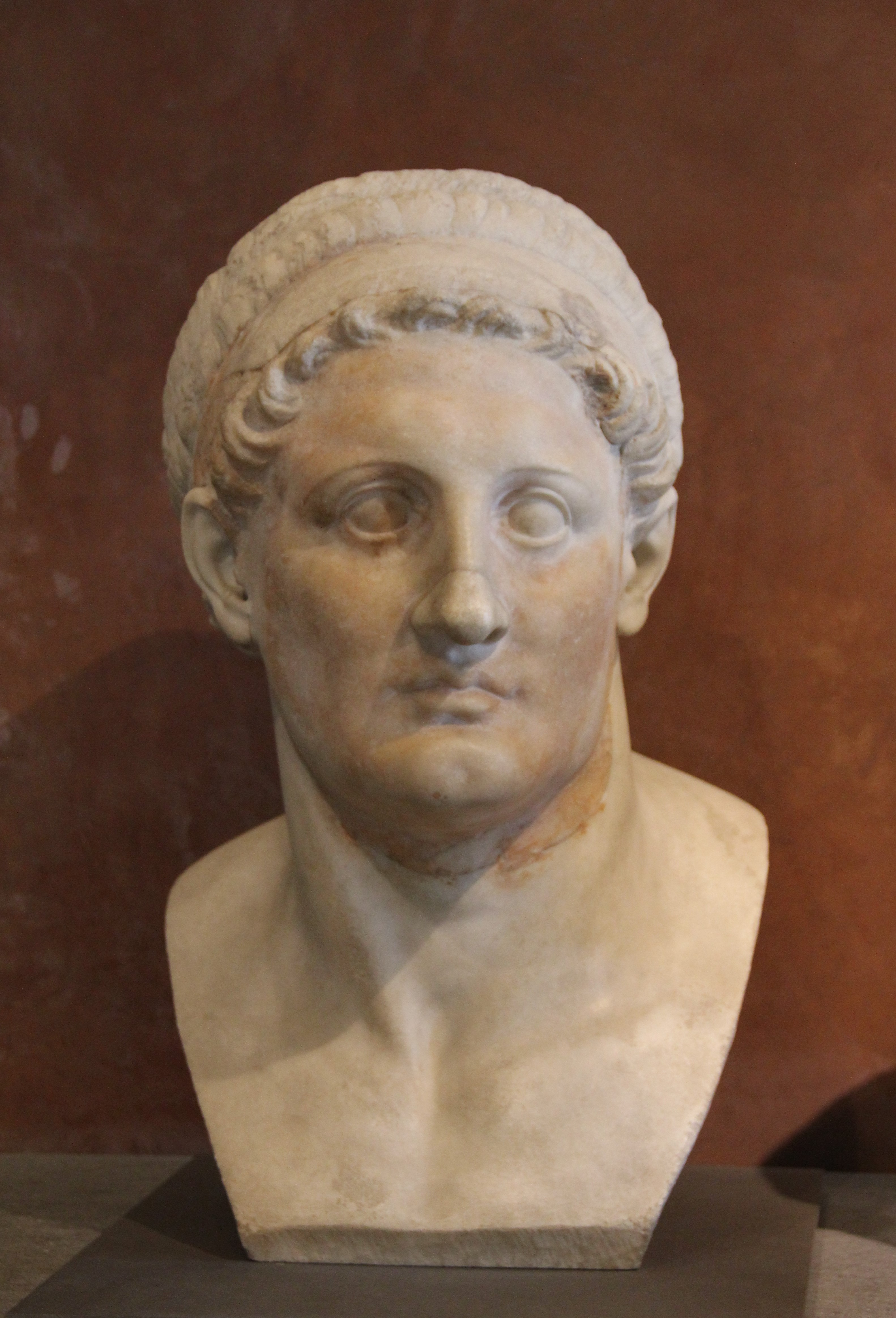
Артакаму в 324 году до н. э. выдали замуж за телохранителя Александра Македонского Птолемея. Бюст Птолемея. Лувр, Париж

Предположительно, Артакама вместе со своими матерью, братом Илионеем и сёстрами Барсиной и Артонидой попала в Дамаске в плен к македонянам после поражения персов в битве при Иссе в 333 году до н. э. В 324 году до н. э., во время организованной по воле Александра Македонского массовой свадьбы в Сузах, которая должна была символизировать примирение между двумя враждовавшими народами, между македонянами и знатными персидскими девушками, Артакама стала женой Птолемея. Плутарх, в отличие от Арриана, называет супругу Птолемея Апамой. Историки отдают предпочтение в этом вопросе Арриану, так как этот историк использовал, в отличие от Плутарха, при написании своего труда мемуары Птолемея. Птолемей, в свою очередь, должен был помнить имя своей первой супруги.
Как предположил У. Тарн, такое имя Артакама могла получить после своего замужества: подобный обычай был распространён в то время. По мнению К. А. Киляшовой, если всё-таки жена Птолемея изначально именовалась Апамой, то она могла быть так названа в честь своей бабушки по мужской линии — супруги Фарнабаза II. С. Мюллер посчитала, что источник Плутарха Дурид Самосский перепутал имя супруги Птолемея с именем супруги Селевка Апамы. Возможно, Артакама имела неофициальное прозвище «Апама», которое обозначало «самый младший ребёнок», «птенец».
На момент бракосочетания в 324 году до н. э. для Птолемея брак с Артакамой был выгодным. Девушка была сестрой бывшей любовницы Александра Барсины и дочерью знатного и влиятельного перса, который перешёл на сторону македонян. Ситуация поменялась после смерти Александра в 323 году до н. э. Птолемей получил в управление Египет и позиционировал себя правителем, который уважает местные традиции. Жена-персиянка могла для египтян ассоциироваться с бывшими поработителями. Возможно, Птолемей отрёкся от Артакамы. Не исключено, что он отправил нелюбимую жену обратно к отцу, либо поместил её в одном из египетских дворцов, где она и провела остаток жизни. Как бы то ни было, дальнейшая судьба Артакамы неизвестна, а Птолемей уже в 321/320 году до н. э. заключил династический брак с дочерью правителя Македонии Антипатра Эвридикой.
Э. Бивен отмечает различие в поведении Птолемея и Селевка, которые получили жён от Александра в Сузах. Птолемей избавился от Артакамы при первой возможности, сразу после того как брак с нею перестал быть для него выгодным. Супруга Селевка Апама родила не менее четырёх детей и стала родоначальницей династии Селевкидов.